# Thiên hà xoắn ốc có thanh chắn

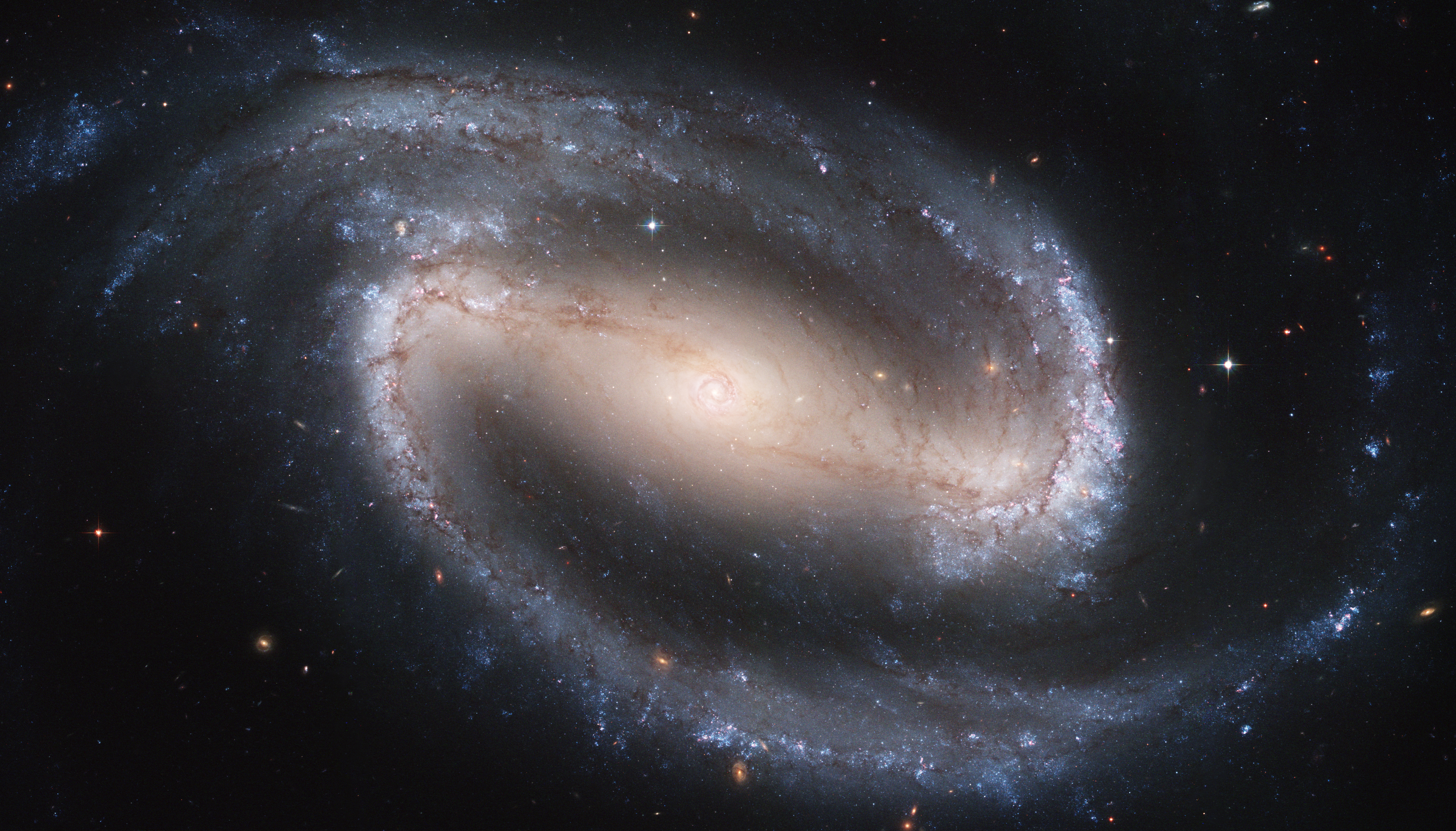
Thiên hà NGC 1300 qua ảnh chụp của Kính viễn vọng Không gian Hubble

Thiên hà xoắn ốc có thanh chắn là thiên hà xoắn ốc có các ngôi sao tụ hợp lại tại vùng trung tâm tạo thành một đường thẳng có dạng giống như thanh chắn. Trong tất cả các thiên hà xoắn ốc được tìm thấy thì có đến một nửa là thiên hà xoắn ốc có thanh chắn. Các thiên hà xoắn ốc có thanh chắn thường sẽ ảnh hưởng đến chuyển động của các ngôi sao, khí liên sao cũng như nhánh xoắn ốc của chính thiên hà đó. Thiên hà của chúng ta, nơi có Hệ Mặt Trời, cũng là một thiên hà xoắn ốc có thanh chắn.

## Cấp độ

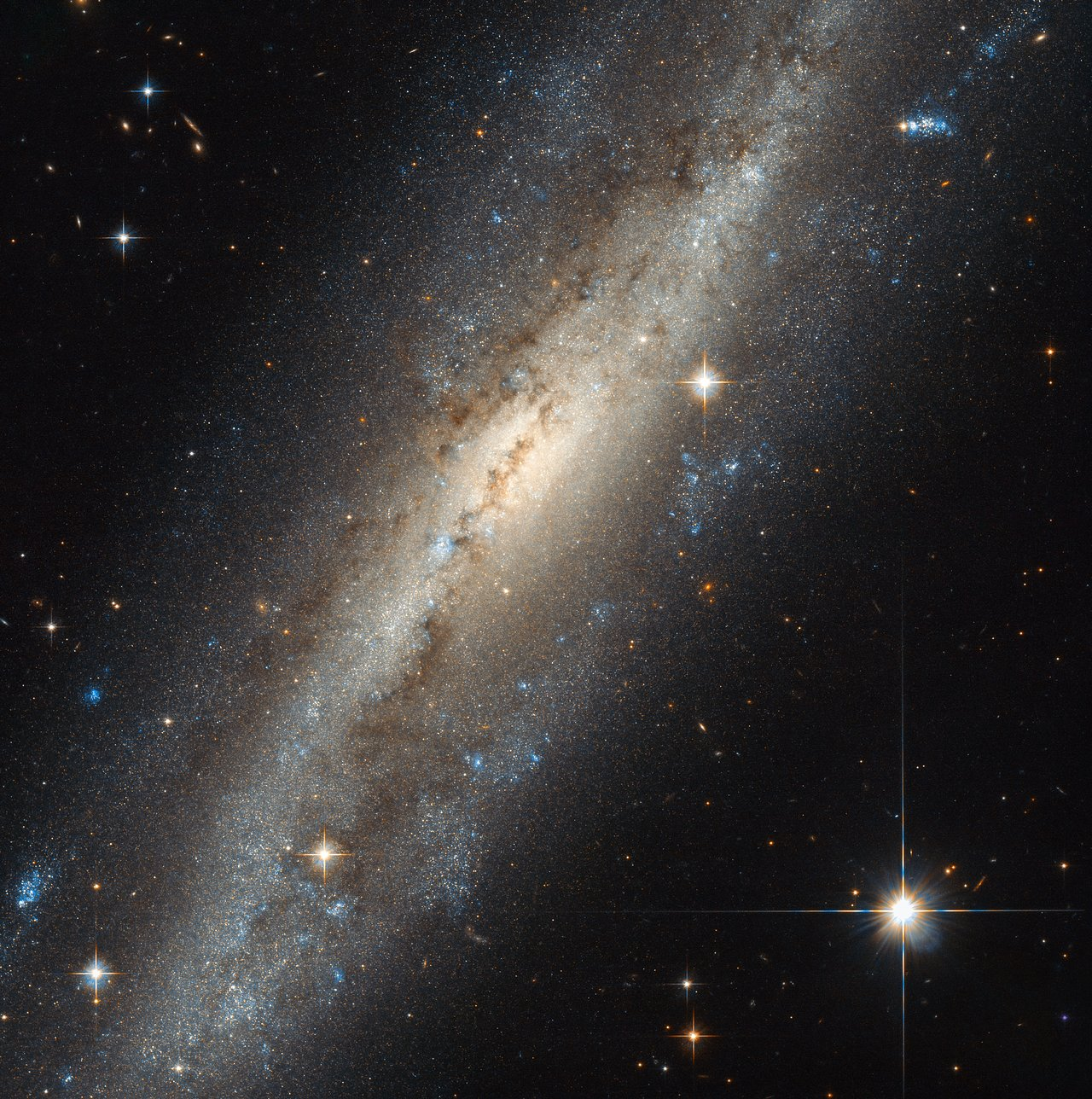
NGC 7640 là một thiên hà xoắn ốc có thanh chắn nằm trong chòm sao Tiên Nữ.

### Ví dụ
| Ví dụ       | Loại | Hình ảnh | Thông tin                                                       |
| ----------- | ---- | -------- | --------------------------------------------------------------- |
| NGC 2787    | SB0  |          | SB0 là một loại thiên hà hình hạt đậu                           |
| NGC 4314    | SBa  |          |                                                                 |
| NGC 4921    | SBab |          |                                                                 |
| Messier 95  | SBb  |          |                                                                 |
| NGC 3953    | SBbc |          |                                                                 |
| NGC 1073    | SBc  |          |                                                                 |
| Messier 108 | SBcd |          |                                                                 |
| NGC 2903    | SBd  |          |                                                                 |
| NGC 5398    | SBdm |          | SBdm cũng có thể được coi là một loại xoắn ốc Magellan có thanh |
| NGC 55      | SBm  |          | SBm là một loại xoắn ốc Magellan (Sm)                           |

### Ví dụ khác
| Tên                  | Hình ảnh | Loại        | Chòm sao           |
| -------------------- | -------- | ----------- | ------------------ |
| M58                  |          | SBc         | Xử Nữ              |
| M91                  |          | SBb         | Hậu Phát           |
| M95                  |          | SBb         | Sư Tử              |
| M109                 |          | SBb         | Đại Hùng           |
| NGC 1300             |          | SBbc        | Ba Giang           |
| NGC 7541             |          | SB(rs)bcpec | Song Ngư           |
| NGC 1365             |          | SBc         | Thiên Lô           |
| NGC 2217             |          | SBa         | Đại Khuyển         |
| Các Đám Mây Magellan |          | SBm         | Kiếm Ngư, Đỗ Quyên |
| UGC 12158            |          | SB          | Phi Mã             |
| NGC 1512             |          | SB(r)ab     | Thời Chung         |